# ویسوکی ویزد (ناحیه هرادتس کرالووه)
ویسوکی ویزد (ناحیه هرادتس کرالووه) (به چکی: Vysoký Újezd) یک منطقهٔ مسکونی در جمهوری چک است که در ناحیه هرادتس کرالووه واقع شده‌است.